# صديق خيالي (رواية)
الأصدقاء الخياليون إن الأصدقاء أو الرفاق الخياليين ظاهرة نفسية واجتماعية تبرز فيها علاقة الصداقة أو أي علاقة شخصية أخرى في المخيلة بدلا من وجودها في الواقع المادي الخارجي، ويعتبر الأصدقاء الخياليون شخصيات خيالية صممت للتمثيل الارتجالي للأدوار، وغالبا ما يكون لها سمات وسلوكيات متقنة حيث تبدو حقيقية لمن يتخيلها رغم أنها في النهاية تكون غير حقيقية كما هو موضح في الدراسات. وقد تم عمل أولى الدراسات التي ركزت على الأصدقاء الخياليين خلال فترة الثمانينات..

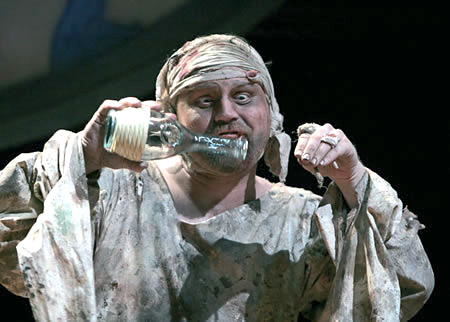
كاليبان خلال محادثة مع أصدقائه الخياليين أثناء إنتاج مسرح فولجر لمسرحية "العاصفة" لشكسبير.

وغالبا ما تحدث ظاهرة الأصدقاء الخياليين في سن الطفولة، وأحيانا في مرحلة المراهقة، ونادرا في مرحلة البلوغ، وتعتبر هذه الشخصيات بمثابة حراس عندما يلعبون مع الطفل، فهي تكشف (وفقا لنظريات عديدة في علم النفس) قلق الطفل ومخاوفه وأهدافه وقدرته على فهم العالم من خلال تلك المحادثات التي يقوم بها. وبعض الأطفال لا يمكنه تمييز أولئك الأصدقاء الخياليين عن الأشخاص الحقيقيين، في حين يرى البعض الآخر أنهم يرون هذه الشخصيات فقط في خيالهم، وهناك نوع ثالث من إدراك الطفل للصديق الخيالي وهو عندما لا يراه الطفل على الإطلاق ولكن يشعر بوجوده، وغالبا ما تعتبر ظاهرة الأصدقاء الخياليين شيئا غير طبيعيا عندما تحدث للكبار، في حين تكون شيئا عاديا إلى حدٍ ما بالنسبة للأطفال.

## الدراسات
لقد أوضحت النظريات أن الأطفال الذين لديهم أصدقاء خياليين قد يستطيعون تطوير مهاراتهم اللغوية والاحتفاظ بما لديهم من معرفة بشكل أسرع من غيرهم ممن ليس لديهم مثل هذه الشخصيات. وربما كان ذلك بسبب كثرة استخدامهم للممارسات اللغوية بالمقارنة مع رفاقهم ويأتي ذلك نتيجة لقيامهم بإجراء «المحادثات» مع أصدقائهم الخياليين..
ويرى Kutner (n.d.) أن:
الصديق الخيالي هو جزء مكمل في حياة العديد من الأطفال، حيث يكونون مصدرا للراحة في أوقات الضغط، وصحبة جيدة عند الشعور بالوحدة، ويقدمون المعونة الجيدة عندما يشعر الأطفال بقلة الحيلة، وكأشخاص تلوم وتعاتب عند كسر مصباح ما على سبيل المثال في غرفة المعيشة، والأهم من ذلك؛ يعتبر الصديق الخيالي بمثابة أداة يستخدمها الأطفال الصغار لمساعدتهم في فهم عالم الكبار.
ويرى تايلور، كارلسون& جيرو (2001: ص190):
أنه على الرغم من أن بعض النتائج توضح أن الأطفال الذين يتخيلون الأصدقاء الخياليين قد يكونوا أكثر ذكاءً، إلا أنه ليس صحيحا أن كل الأطفال الأذكياء يتخيلون الأصدقاء الخياليين..
ولفترة طويلة، ساد اعتقاد خاطئ بأن معظم الأطفال يستبعدون أو ينسون الصديق الخيالي بمجرد دخولهم المدرسة واكتسابهم أصدقاء حقيقيين، فوفقا لإحدى الدراسات؛ زعم 65% من الأطفال في سن السابعة أن لديهم أصدقاء خياليين في وقتٍ ما في حياتهم، وقد رأى بعض علماء النفس أن الأطفال يحتفظون بهذه الصداقة الوهمية بكل بساطة ولكن يتوقفون عن التحدث عنها بسبب توقعات الكبار وضغط الرفاق، أما الكبار؛ فقد أقر القليل منهم وجود هؤلاء الأصدقاء الوهميين لديهم. ويعتقد طبيب الأطفال بنيامين سبوك أن الأطفال الذين تجاوزوا سن الرابعة ويتخيلون وجود الأصدقاء الخياليين يعانون من نقصٍ ما لديهم أو في البيئة التي يعيشون فيها.
وما زال يعتقد بعض المتخصصين في تنمية الطفل أن وجود هذه الظاهرة في سن ما بعد الطفولة المبكرة يشير إلى وجود اضطراب نفسي خطير. بينما يعترض آخرون حيث يرون أن الأصدقاء الوهميين ظاهرة طبيعية بين الأطفال في سن المدرسة، ويعتبرون جزءا من التطور المعرفي- الاجتماعي الطبيعي للطفل.

## البحوث الطولية الحديثة
رغم أن بعض النظريات ترى أن ظاهرة الأصدقاء الخياليين تقل أثناء مرحلة المدرسة، وأن الأطفال الذين يستمرون في هذه الصداقة لفترة أطول من ذلك الوقت يوصمون بالعار، إلا أن هناك دليل يدعم النظرة الإيجابية للصداقة الوهمية في مرحلة متأخرة من الطفولة.
وقد قامت دراسة نشرتها مارجوري تايلور من جامعة ولاية أوريغون في 2010 بفحص وجود ظاهرة الأصدقاء الخياليين عند أطفال المدارس الإعدادية الذين كانوا معرضين لخطر السلوكيات المضطربة. ووجد في الجزء الأول من الدراسة أن أطفال المدرسة الإعدادية ذوي الأصدقاء الخياليين يظهرون إستراتيجيات تكيفية أفضل، ولكنهم أيضا أظهروا «تفضيلا اجتماعيا أقل للرفاق». وقد قامت نفس الدراسة بدراسة تتبعية مدتها ستة سنوات للأطفال في نهاية المرحلة الثانوية من خلال المقابلات التليفونية باستخدام المقابلات التشخيصية الدولية المركبة لمنظمة الصحة العالمية، وكشفت المتابعة أن الأصدقاء الخياليين قد يساهمون بشكل مباشر إلى حدٍ كبير في مرونة الطفل ومساعدته على التكيف الإيجابي.

## للمزيد طالع
- Dierker, L. C., Davis, K. F., & Sanders, B. (1995). 'The imaginary companion phenomenon: An analysis of personality correlates and developmental antecedents.' Dissociation: The Official Journal of the International Society for the Study of Multiple Personality and Dissociation, 8, 220–228.
- Gleason, T. (2002). 'Social provisions of real and imaginary relationships in early childhood.' Developmental Psychology, 38, 979–992.
- Gleason, T., Sebanc, A., & Hartup, W. (2000). 'Imaginary companions of preschool children.' Developmental Psychology, 36, 419–428.
- Hall, E. (1982). 'The fearful child's hidden talents [Interview with Jerome Kagan].' Psychology Today, 16 (July), 50–59.
- Hurlock, E., & Burstein, M. (1932). 'The imaginary playmate: A questionnaire study.' Journal of Genetic Psychology, 41, 380–392.
- Manosevitz, M., Fling, S., & Prentice, N. (1977). 'Imaginary companions in young children: Relationships with intelligence, creativity and waiting ability.' Journal of Child Psychology and Psychiatry, 18, 73–78.
- Manosevitz, M., Prentice, N., & Wilson, F. (1973). 'Individual and family correlates of imaginary companions in preschool children.' Developmental Psychology, 8, 72–79.
- Mauro, J. (1991). 'The friend that only I can see: A longitudinal investigation of children's imaginary companions' (Doctoral dissertation, University of Oregon, Eugene, 1991). Dissertation Abstracts International, 52, 4995.
- Meyer, J., & Tuber, S. (1989). 'Intrapsychic and behavioral correlates of the phenomenon of imaginary companions in young children.' Psychoanalytic Psychology, 6(2), 151–168.
- Nagera, H. (1969). 'The imaginary companion: Its significance for ego development and conflict solution.' Psychoanalytic Study of the Child, 24, 165–195.
- Partington, J., & Grant, C. (1984). 'Imaginary playmates and other useful fantasies.' In P. Smith (Ed.), Play in animals and humans (pp. 217–240). New York: Basil Blackwell.
- Imaginary Friends with Dr Evan Kidd نسخة محفوظة 23 يونيو 2020 على موقع واي باك مشين. podcast interview with Dr Evan Kidd of جامعة لا تروب